# ميشال حوراني
ميشال حوراني (13 فبراير 1978-) ممثل ومخرج لبناني

## حياته ومشواره المهني
عاش طفولته في ضيعة مرجعيون الجنوبيّة وقرّر في سن الرابعة عشرة أن يذهب إلى بيروت ويدخل الدير ليكتشف دعوة الرهبنة ولكن بعد ثمانية أشهر خرج من الدير ليتخصّص بالمسرح والإخراج.أنشأ on stage للمهارت درّب نوّاب المجلس الجزائري ودرّب سياسيين وكهنة
حصل على شهادة في الدراسات المعمقة في الفنون البصرية والمسرحية كلية الفنون الجميلة، جامعة الروح القدسالكسليك. والدراسات العليا في التمثيل والاخراج المسرحي DES معهد الفنون الجميلة، الجامعة اللبنانية عمل كأستاذ مادة التمثيل في الجامعة الاميركية للعلوم والتكنولوجيا AUST، الأشرفية، كأستاذ مادة المسرح في الجامعة الأنطونيّة، بعبدا، ومدرّب التربية المسرحية في المركز التربوي للبحوث والإنماء –دار المعلّمين، جونية، وهومدرّب تواصل: دورات تدريب على مهارات التواصل 
انطلاقته عربيا جاءت بعد مشاركته بمسلسل الهيبة بجزئيه وتانغو عام 2018

### حياته الأسرية
تزوج في الخامس من مايو من سالي أبو جودة ولديه منها ابنتان ياسمينا عام 2011

## أعماله

### في التلفزيون
- (2024):نظرة حب
- (2022):ستيليتو
- (2022):والتقينا
- (2020):الساحر
- (2018):الهيبة العودة
- (2018):تانغو
- (2018): البيت الأبيض
- (2017):أدهم بيك
- (2017):ولاد تسعة
- (2017):الهيبة
- (2017): حب وانسرق (ثلاثية)[7]
- (2016): متل القمر
- (2015):24:قيراط
- (2015): درب الياسمين
- (2015):قلبي دق
- (2014): عشرة عبيد صغار
- (2014):عشق النساء
- (2012): تحليق النسور
- (2011):الشحرورة
- (2010): عيلة متعوب عليها [8]
- (2010): مَن هو
- (2010): خميس الأسرار
- (2010): ضحايا الماضي
- (2010): جود
- (2009): قضية وطن
- (2009): عدالة السماء
- (2008): الشيخة الاميركية
- (2007): مالح يا بحر
- (2009): وخِدنا بحلمك
- (2009): مفترق طريق
- (2004): بين السماء والأرض
- (2003): فاميليا
- (1999): رمح النار

### إعداد البرامج
- (2006)-(2007): صاحب فكرة، مُعّد ومقدّم برنامج «ساعة وفا» على تلفزيون لبنان[9]
- (2011): هلق دورك[10]
- (2023): قبل الضو

### في السينما
- (2006): فلافل
- (2009): سراج الوادي
- (2017):Le fils Du joueur[11]
- (2024:المزرعة[12]

### في المسرح
- مواطن عمومي
- رصاصة بلا صوت
- الشلمسطي
- وقام في اليوم الثالث
- كما في على الأرض
- أنا باقي معكن
- (2017): نزهة في ميدان المعركة[13]

## جوائز
- بلجيكا: جائزة أفضل فيلم في مهرجان نامورNAMUR بلجيكا
- لبنان: فيلم سراج الوادي إخراج طوني نعمة
- لبنان: أفضل عن مسرحية العائلة طوت شهادة تقدير عن الإخراج في مهرجان المسرح اللبناني، أيار 2002.
- لبنان: تكريم من الأكاديمية اللبنانية للسينما 2014[14]
- المغرب : أفضل إخراج عن مسرخية العائلة طوت شهادة تقدير عن الإخراج في مهرجان فاس الدولي 2016[15]
- لبنان: تكريم من مدرسة الأدفينتست[16]

### في الإخراج
- " not TV " إعداد ميشال الحوراني (الجامعة الانطونبة، كلية الإعلان أيّار 2010) - " Miss Communication " عن الكاتب لويس كالوفارت (جامعة AUST الاشرفية حزيران 2009
- «عَلقِة حرامية» The Virtuous Burgler للكاتب داريو فو (جامعة AUST الاشرفية حزيران 2008
- «مواطن عمومي» بطولة منير كسرواني عن الكاتب برانسيلاف نوشيتس (مسرح جوّال – صيف 2005) * «العائلة طوت» للكاتب المجري اسطفان أوركيني (مسرح بيريت، الجامعة اليسوعيَّة-كانون الأوّل 2001)